# Борисовски селски съвет (Запорожка област)
Бановски селски съвет (на украински: Борисівська сільська рада) e селски съвет в Приморски район, Запорожка област, Украйна. Той е съставен от 3 селища с площ от 6,52 км2. През 2001 година населението му възлиза на 1793 души. Административен център е село Борисовка.

## Селища
- с. Борисовка – 1153 души (2001 г.)
- с. Лозановка – 484 души (2001 г.)
- с. Азов – 156 души (2001 г.)

## Местна власт
Управителният съвет на Борисовски селски съвет е съставен от 16 члена. След изборите през 2010 година в местната управа влизат:
- Партия на регионите – 10 места
- Народна партия – 2 места
- Независими – 4 места